# Mihaela în cetatea de zăpadă
Mihaela în cetatea de zăpadă este un film românesc de scurtmetraj de animație din 1974 regizat de Nell Cobar.